# Трайлок'я-варман
Трайлок'я-варман (гінді त्रैलोक्यवर्मन; д/н — бл. 1245) — магараджахіраджа Джеджа-Бхукті близько 1203—1245 роках. Носив також почесні титули асвапаті, гаджапаті, раджатреядгіпаті, парамабхаттарака, парамешвара, парамамагешвара, шрі-каланджарадгіпаті.

## Життєпис

### Молоді роки
Походив з династії Чандела. Син Парамарді. При народженні отримав ім'я Самарджит. Вперше згадується як учасник війни 1182—1183 років проти Прітхвіраджа III Чаухана, магараджахіраджи Аджмера і Делі. Відзначився вже наприкінці війни, коли зумів відвоювати у намісника, залишеного Чауханом, столицю Чандела — Магобу. Ймовірно в подальшому обіймав посаду сенапаті (головнокомандувача).
1202 року гуридські війська Айбека взяли в облогу важливу фортецю Каланджара. Зрештою вона впала. за різними відомостями Парамарді загинув під час облоги, або 1203 року був повалений власними міністрами за визнання зверхності Гуридів. Самаджита було оголошено новим володарем під ім'ям Трайлок'я-варман.

### Панування
Зумів зберегти мирні відносини з делійським султаном Айбеком, підтвердивши усі домовленості батька. Після цього виступив проти Трайлок'ямалладеви Калачура, магараджахіраджи Чеді-Дагали, захопивши в того західну частину держави — регіон Рева. На бік Чандела перейшов феодальний рід (магаранакі) Какаредіки. також відняв в Калачура старовинне імперське місто Каньякубжі.
Також використання титулу шрі-каланджарадгіпаті (священного володаря Каланджари) свідчить на думку дослідників про відвоювання цієї фортеці. Ймовірно це сталося у 1220-х роках, коли делійський султан Ілтутмиш протистояв монгольським вторгненням та численним повстанням у районі міста Варанасі. Становище магараджахіраджи ще більше посилилося у 1236 році, коли після смерті Ілтутмиша в султанаті почалася боротьба за владу. Напевне наприкінці 1230-х років відбулася битва при Какададахі Трайлок'я-варман завдав нищівної поразки делійським військам, відвоювавши усі володіння Чандела.
До кінця життя зберігав володіння й не залежав від жодних сусідів. Помер близько 1245 року. Йому спадкував син Віраварман I.